# جامعة أديلايد

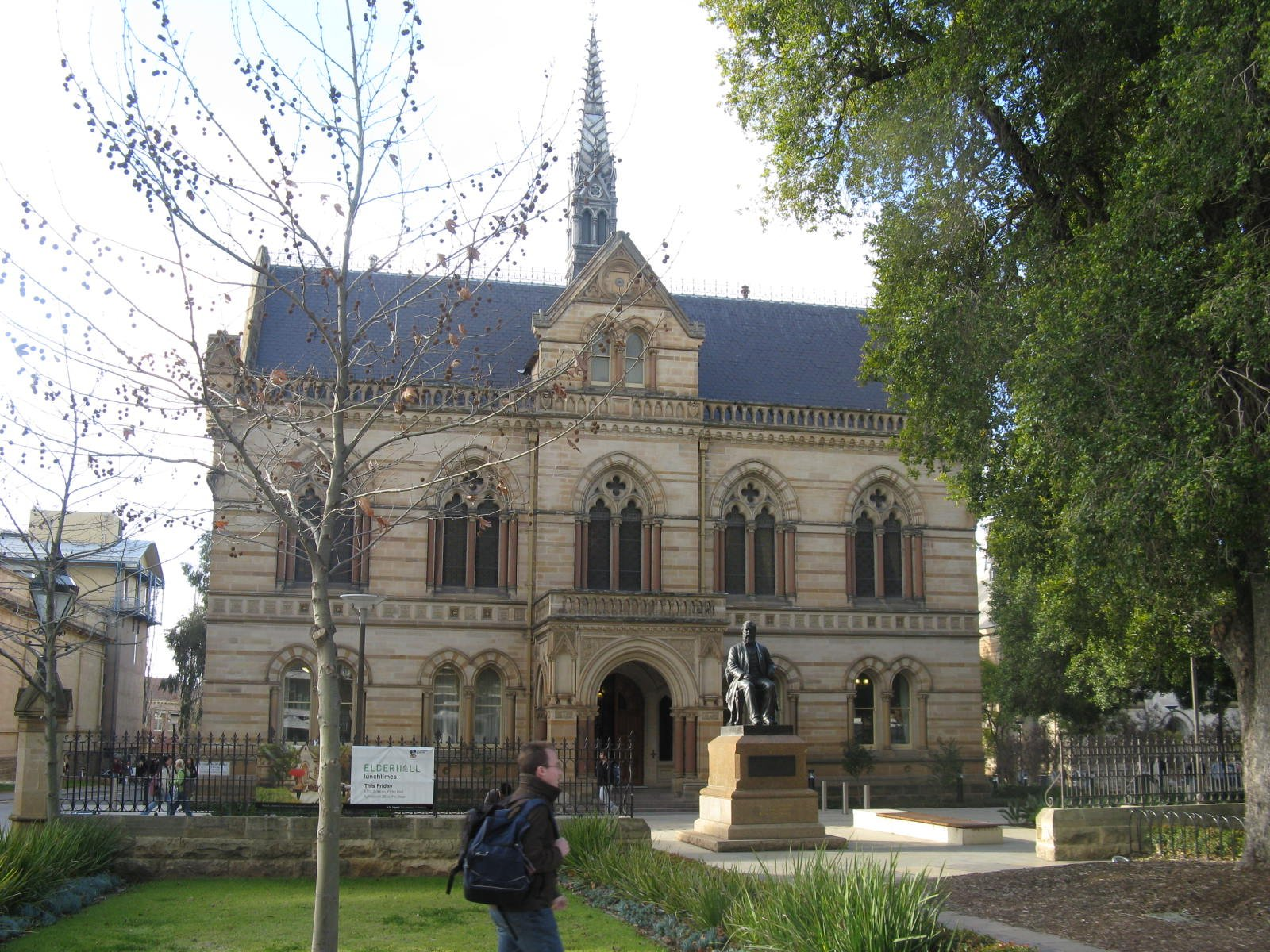
واجهة مبنى ميتشل بالجامعة

جامعة أديليد (بالإنجليزية: University of Adelaide)‏ هي جامعة عامة مقرها أديليد بولاية أستراليا الجنوبية. تأسست سنة 1874، وهي بذلك ثالثة أقدم الجامعات في أستراليا. عمل بها أو تخرج فيها خمسة من حاملي جائزة نوبل، و104 من حائزي منحة رودس، وهي جامعة عضو بما يسمى «مجموعة الثمانية» للجامعات الأسترالية وإحدى الجامعات المسماة في أستراليا بجامعات الحجر الرملي، في إشارة إلى قدم تأسيسها.
اطلع أيضا على التعليم في أستراليا
تمتلك الجامعة خمسة مقرات موزعة على مدن ولاية أستراليا الجنوبية، إلى جانب مقر سادس هو "مركز نجي آن-أديليد التعليمي (بالإنجليزية: Ngee Ann – Adelaide Education Centre; NAAEC)‏ في سنغافورة.

## التاريخ

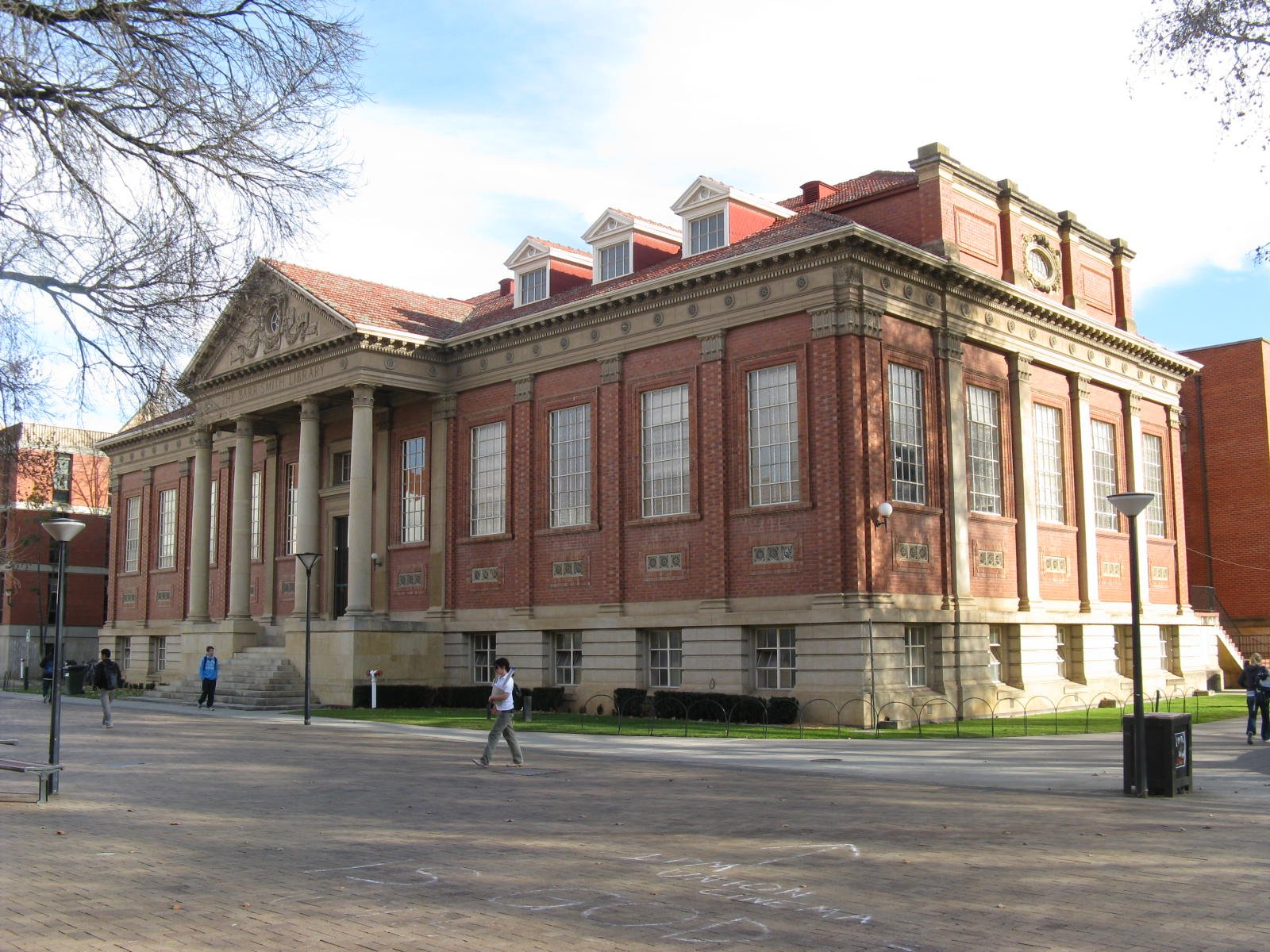
مكتبة بار سميث بالجامعة

تأسست جامعة أديليد في 6 نوفمبر 1874 بتبرع من رجل أعمال وصاحب مناجم يدعى السير والتر واطسون هيوز (1803 ـ 1887)، مع دعم وتبرع من رجل أعمال آخر هو توماس إلدر (1818 ـ 1897).
كان أول مستشار للجامعة هو رئيس وزراء الولاية السابق السير ريتشارد هانسن ـ الذي كان آنذاك في منصب كبير قضاة المحكمة العليا بأستراليا الجنوبية ـ وكان أول نائب لمستشار الجامعة هو الدكتور أغسطس شورت (1802 ـ 1883)، أول أسقف أنغليكاني لمدينة أديليد.
بدأت الدراسة بالجامعة في مارس 1876، وكانت أول درجة علمية تمنحها الجامعة هي درجة البكالوريوس في الآداب.
لجامعة أديليد تاريخ حافل بمساندة حق المرأة في التعليم العالي، فقد كانت ـ سنة 1881 ـ أول جامعة أسترالية تقبل النساء في أقسام العلوم، وكانت أول امرأة تتخرج في الجامعة بدرجة بكالوريوس العلوم هي إديث إميلي دورنويل سنة 1885، كما تخرجت في جامعة أديليد أول امرأة أسترالية تتخصص في الجراحة، وهي لورا فاولر، التي حصلت على درجة البكالوريوس في الطب سنة 1891، وكانت روبي ديفي ـ التي كانت قد حصلت على درجة البكالوريوس في الموسيقى من أديليد سنة 1907 ـ هي أول امرأة أسترالية تحصل على درجة الدكتوراه في الموسيقى سنة 1918، وكانت جامعة أديليد هي أيضًا أول جامعة أسترالية تنتخب امرأة لعضوية مجلسها، وهي هيلين مايو، التي حصلت على درجة البكالوريوس في الطب والجراحة من جامعة أديليد سنة 1902.
وقد تخرج في جامعة أديليد عدد لا بأس به من الأشخاص الذين قُدر لهم أن يلعبوا أدوارًا مؤثرة ويساهموا مساهمات ملموسة في مجالاتهم، ومن هؤلاء هوارد فلوري ووليم لورنس براغ.

## كليات الجامعة

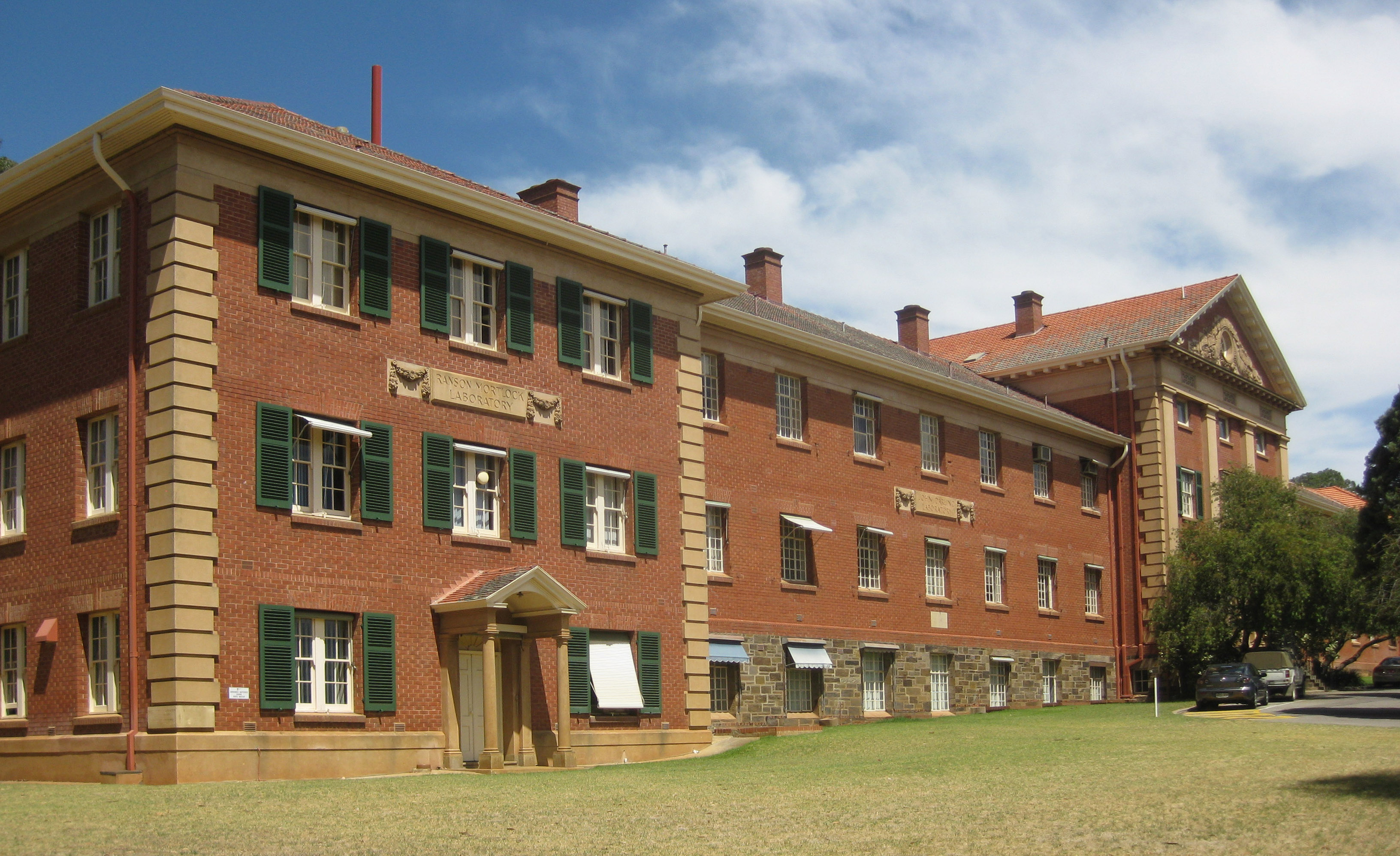
المبنى الرئيس بمعهد ويت للأبحاث الزراعية بالجامعة

تتألف جامعة أديليد من خمس كليات، تنقسم كل منها إلى عدة مدارس، وهي:
- كلية الهندسة وعلوم الحاسب والرياضيات:
  - المدرسة الأسترالية للبترول
  - مدرسة الهندسة الكيميائية
  - مدرسة الهندسة المدنية والبيئية والتعدينية
  - مدرسة علوم الحاسوب
  - مدرسة الهندسة الكهربائية والإلكترونية
  - مدرسة العلوم الرياضياتية
  - مدرسة الهندسة الميكانيكية
- كلية علوم الصحة:
  - مدرسة طب الأسنان بجامعة أديلايد
  - مدرسة العلوم الطبية
  - مدرسة التمريض
  - مدرسة الطب
  - مدرسة طب الأطفال والصحة الإنجابية
  - مدرسة الصحة السكانية والممارسة السريرية
  - مدرسة علم النفس
- كلية الإنسانيات والعلوم الاجتماعية:
  - معهد إلدر للموسيقى
  - مدرسة التاريخ والعلوم السياسية
  - مدرسة الإنسانيات
  - مدرسة العلوم الإجتماعية
- كلية المهن:
  - مدرسة الهندسة المعمارية وتصميم المناظر الطبيعية والتصميم العمراني
  - مدرسة الأعمال
  - مدرسة الإقتصاد
  - المركز التعليمي للإبتكار والتسويق
  - مدرسة التربية
  - مدرسة القانون
- كلية العلوم:
  - مدرسة الزراعة الغذاء والخمور
  - مدرسة الكيمياء والفيزياء
  - مدرسة علوم الأرض والبيئة
  - مدرسة العلوم الجزيئية والعلوم الطبية الحيوية

## البحث العلمي
تعد جامعة أديلايد واحدة من أنشط الجامعات الأسترالية في مجال البحث العلمي، ويتميز باحثو الجامعة بصفة خاصة في أبحاث علوم الزراعة، علوم البيئة، والتعدين ومصادر الطاقة، والإبتكار الإجتماعي، وعلوم الصحة والعلوم الطبية الحيوية، والإستشعار عن بعد وعلوم الحوسبة.

## الدارسون بالجامعة
يدرس بالجامعة ما يزيد على 25 ألف طالب، كان من بينهم 5758 طالب أجنبي ـ ينتمون إلى أكثر من 99 دولة ـ سنة 2009. ويبلغ عدد خريجي الجامعة الأحياء على مستوى العالم حوالي 130 ألف خريج، كما ترتبط الجامعة مع جامعات العالم الأخرى بأربعمائة إتفاقية تبادل طلاب تقريبًا.

## من مشاهير الخريجين

### حاصلون على جائزة نوبل
- وليم لورنس براغ: عالم فيزياء. حصل على درجة البكالوريوس في العلوم من جامعة أديليد سنة 1908[6]، وتقاسم جائزة نوبل في الفيزياء لعام 1915 مع والده وليم هنري براغ (الذي كان آنذاك أستاذًا بجامعة أديليد) «لإسهاماتهما في تحليل تركيب البلورات باستخدام الأشعة السينية».
- هوارد فلوري: عالم أدوية، حصل على درجة البكالوريوس في الطب والجراحة من جامعة أديليد سنة 1921[7]، ونال جائزة نوبل في الطب سنة 1945 «لإكتشافه البنسلين وآثاره الشافية في العديد من الأمراض المعدية».
- روبن وارن: عالم أمراض، حصل على درجة البكالوريوس في الطب والجراحة من جامعة أديليد سنة 1961، ونال جائزة نوبل في الطب سنة 2005 «لاكتشافه بكتريا الملوية البوابية ودورها في إحداث إلتهاب المعدة والقرحة الهضمية».

### سياسيون وناشطون
- جوليا غيلارد: رئيسة الوزراء الأسترالية السابعة والعشرون والحالية، وأول امرأة تشغل منصب رئيس وزراء أستراليا. درست بجامعة أديليد بين عامي 1979 و1982، قبل أن تنتقل إلى جامعة ملبورن.[8]
- هيلين كالديكوت: طبيبة وناشطة مناهضة للسلاح النووي، حصلت على شهادة الطب من جامعة أديليد سنة 1961.

### علماء
- مارك أوليفانت: عالم فيزياء نووية.

## من مشاهير الأساتذة

### حاصلون على جائزة نوبل
- وليم هنري براغ: عالم فيزياء. تقاسم جائزة نوبل في الفيزياء لعام 1915 مع ابنه وليم لورنس براغ «لإسهاماتهما في تحليل تركيب البلورات بإستخدام الأشعة السينية».
- جون ماكسويل كويتزي: روائي جنوب إفريقي شهير حاصل على جائزة نوبل في الأدب سنة 2003. إنتقل إلى أديليد وعمل بجامعتها زميلًا بحثيًا زائرًا في مجال اللغة الإنجليزية.

### آخرون
- بول دافيس: أستاذ الفيزياء الطبيعية بالجامعة. حاصل على جائزة تمبلتون سنة 1995.
- تيم فلانري: عالم أحياء قديمة. اختير رجل العام في أستراليا سنة 2007.
- ديريك أبوت: عالم فيزياء ومهندس. رائد أول برنامج تيراهيرتز في أستراليا، وصاحب إسهامات نظرية في بعض أبواب نظرية الألعاب.

## مختصون بالإنسانيات
- جلعاد تسوكرمن: عالم لسانيات.

## وصلات خارجية
- موقع الجامعة على شبكة الإنترنت
- موقع فرع جامعة أديليد بسنغافورة على شبكة الإنترنت